# 新幹線E10系電力動車組
新幹線E10系電力動車組是東日本旅客鐵道（JR東日本）預定引入的新幹線列車，預計於2030年度投入東北新幹線。

## 概要
2025年3月4日，JR東日本公佈開始研發E10系新幹線列車，將會取代E2系和E5系列車，預計2027年秋季量產試製車下線並進行一系列試驗，2030年度首批量產車正式投入使用。新列車由英國Tangerine Design設計，是首款由海外團隊設計的新幹線列車，並將搭配試驗型列車ALFA-X的技術。
新幹線E10系的特色：
- 列車將採10節編組設計[1][3]
- 外觀為淺綠色和深綠色的雙色塗裝[1][6]
- 最高速度可達320公里／小時[1][7][8]
- 所有座位配備插座和USB供電[1][7]
- 車架具有吸震的設計，預防發生地震的時候意外脫軌[1][6]

目前首批E10系量產試製車確定不設置特等車廂（Gran Class），第10節車廂改以「TRAIN DESK」辦公車廂替代。至於E10系會否在北海道新幹線運用，JR東日本表示將會先在東北新幹線上進行各種試驗，然後再以此款車型為基礎，開發北海道新幹線札幌延伸專用的列車。
2025年4月，日印外交的相關人士透露，印度政府考慮在該國正在興建的孟買—艾哈邁達巴德高速鐵路上使用E10系列車。